# الدوري التشيكي لكرة القدم 2004-05
الدوري التشيكي لكرة القدم 2004-05 (بالتشيكية: Gambrinus liga 2004/05)‏ هو الموسم 12 من  الدوري التشيكي لكرة القدم. أقيم خلال الفترة 7 يوليو 2004 وحتى 28 مايو 2005، وكان عدد الأندية المشاركة فيه  16، وفاز فيه سبارتا براغ.